# Hague (Dakota Północna)
Hague – miasto w Stanach Zjednoczonych, w stanie Dakota Północna, w hrabstwie Emmons.